# Medicina ortomolecolare
La cosiddetta medicina ortomolecolare è una pratica terapeutica alternativa nutrizionale. Si basa sull'uso di aminoacidi, vitamine, sali minerali e su metodi igienico-sanitari, in quanto - secondo i sostenitori della pratica - molti disturbi e malattie derivano da sostanze chimiche che possono essere evitate, o da situazioni che possono essere trattate, a volte curate, riequilibrando l'assetto biochimico individuale con l'utilizzo di sostanze chimiche naturali (vitamine, minerali dietetici, enzimi, antiossidanti, aminoacidi, acidi grassi essenziali, pro-ormoni, probiotici, fibre dietetiche e acidi grassi a catena corta intestinali). Molte delle sostanze usate nella medicina ortomolecolare sono nutrienti essenziali, che vengono proposti in alte dosi.
Sebbene i nutrienti possano essere d'aiuto nel prevenire e coadiuvare nel trattamento di talune malattie, le affermazioni circa l'efficacia di terapie a base di larghe dosi di vitamine è priva di riscontri scientifici.. Alcuni critici hanno descritto taluni aspetti della medicina ortomolecolare come mera moda volta anche a promuovere, in modo fraudolento, pratiche mediche prive di fondamento scientifico.. Alcune ricerche suggeriscono che taluni nutrienti possono essere dannosi; e molti studi specifici sull'uso prolungato ad alte dosi delle vitamine mostrano che esse possono essere associate all'aumento del rischio di cancro, danni al cuore o morte.

## Storia
Frederick Klenner (1907–1984) era un medico a Reidsville (Carolina del Nord). Dal 1940 sperimentò l'uso di dosi massicce di vitamina C per la cura di diverse malattie come la poliomielite. È considerato uno dei precursori della medicina ortomolecolare, ma i suoi studi sono ritenuti privi di validità clinica e scientifica.
Il termine "ortomolecolare" è stato usato per la prima volta dal Premio Nobel per la chimica Linus Pauling nel 1968 esprimendo l'"idea delle giuste molecole nella giusta quantità", "in psichiatria". Pauling di conseguenza ha definito la medicina ortomolecolare come "il trattamento delle malattie ottimizzando le concentrazioni delle sostanze normalmente presenti nel corpo umano" ed anche la "prevenzione per la salute e la cura delle malattie variando la concentrazione nel corpo umano di sostanze presenti in esso che servono per il mantenimento della salute".

## Utilizzi
Trattamenti ortomolecolari sono utilizzati nell'ambito della medicina alternativa, a volte in maniera integrativa con altre tecniche alternative, quali omeopatia, fitoterapia, agopuntura, chiropratica ed osteopatia.
anche
I trattamenti ortomolecolari si basano su studi nutrizionali tradizionali, sia recenti che storici. Le terapie ortomolecolari sarebbero di supporto per le terapie farmacologiche croniche (per esempio: cure a base di cortisone, chemioterapici, ecc.) riducendone gli effetti collaterali o i danni a breve, medio e lungo termine. Le terapie ortomolecolari si basano anche sull'uso di somministrazioni parenterali endovenose di molecole normalmente presenti nell'organismo.

## L'inefficacia e la dannosità della medicina ortomolecolare
In generale il metodo propugnato dalla medicina ortomolecolare che fa uso di grandi dosi di vitamine è privo di fondamento clinico e scientifico Alcune vitamine sono tossiche se assunte in elevate dosi, inclusa la niacina (vitamina B3), il colecalciferolo (vitamina D) e il tocoferolo (vitamina E).
Le affermazioni fatte dalla medicina ortomolecolare sono rigettate dalla comunità scientifica come prive di fondamento e false; le attuali prove non sostengono in alcun modo le pretese di efficacia di detta medicina, e ne evidenziano anzi i possibili rischi per la salute.

### Vitamina C
La vitamina C è una vitamina idrosolubile antiossidante, la cui quantità consigliata, raccomandata dai sistemi sanitari nazionali, di assunzione giornaliera della stessa si attesta fra i 10 mg/die e i 45 mg/die, anche se la maggioranza degli integratori approvati in commercio arriva fino a 180–360 mg/die, con 2000 mg/die come limite massimo di assunzione giornaliera totale di vitamina C, che non presenti rischio di effetti avversi nella maggior parte dei soggetti sani; dosi che sono considerate "non sufficienti" dalla medicina ortomolecolare, che propone dosi minime intorno ai 1000–3000 mg/die e, in alcuni trattamenti, propone megadosi di 10-20 grammi/die (10.000-20.000 mg/die) o più.
Le dosi minime consigliate variano comunque in ragione di alcuni fattori come, ad esempio, l'età.
Dosi molto elevate possono tuttavia indurre la comparsa di disturbi gastro-intestinali transitori, quali diarrea, flatulenza e movimenti intestinali a causa dell'acidità della vitamina (cioè acido l-ascorbico). Nel 1998 Nature pubblicò uno studio che mostrava l'effetto pro-ossidativo di dosi eccessive di Vitamina C. Uno degli effetti certi del sovradosaggio di vitamina C è la diarrea. Non esiste una dose letale accertata per l'uomo, esiste invece una LD50 per i ratti che corrisponde a 11,9 grammi per chilogrammo di peso corporeo in una sola dose per via orale. Un uomo medio di 70 kg dovrebbe dunque ingerirne circa 850 g in un'unica soluzione.
Secondo alcuni studi, inoltre, sembra che dosi molto elevate causino l'eliminazione, tramite le urine, di ossalati, e ciò potrebbe ipoteticamente facilitare la formazione di calcoli renali, ma si tratta di un punto ancora controverso e mai dimostrato.
In uno studio del 1973 che ha coinvolto 29 ragazzi, 93 bambini e 20 adulti (per un totale di 142 soggetti) per più di 1400 giorni, dove si sono somministrate alte dosi di acido ascorbico fino a 6000 mg/giorno, si sono manifestati effetti indesiderati in 9 soggetti (4 bambini e 5 adulti, cioè il 6,34 % dei soggetti). La sintomatologia comprendeva vomito, nausea, cefalea, arrossamento del viso, affaticamento e insonnia.

### Vitamina E
È stato dimostrato che da sola la vitamina E non è sufficiente nel prevenire gli attacchi cardiaci e in uno studio (su più di 35.000 persone, con il controllo dell'azione del Selenio e della vitamina E in confronto al placebo) i cui risultati preliminari sono stati pubblicati nel 2009, non vi è stato nessun effetto nella prevenzione del cancro prostatico
.

### L'analisi di JAMA 2007
Un'équipe medica specializzata ha pubblicato nel febbraio del 2007 le analisi sugli studi effettuati, comparando 68 studi randomizzati e 232.606 partecipanti. Tali studi avevano come obiettivo accertare scientificamente gli effetti dei supplementi antiossidanti sulla mortalità nei casi di prevenzione primaria e secondaria. A seguito di tale analisi è stato dedotto che il trattamento con beta-carotene, vitamina A, e vitamina E può aumentare la mortalità nelle persone sottoposte a queste terapie specifiche. Il ruolo potenziale della vitamina C e del selenio sulla mortalità non è stato ancora dimostrato.